# 포크 (파일 시스템)
포크(fork)는 컴퓨터 파일 시스템에서 파일 시스템 개체와 관련된 데이터 집합이다. 포크가 없는 파일 시스템은 콘텐츠에 대한 단일 데이터 세트만 허용하는 반면, 포크가 있는 파일 시스템은 이러한 콘텐츠를 여러 개 허용한다. 비어 있지 않은 모든 파일에는 기본 유형인 포크가 하나 이상 있어야 하며, 파일 시스템에 따라 파일에는 하나 이상의 다른 관련 포크가 있을 수 있으며, 이는 파일에 통합된 기본 데이터 또는 메타데이터만 포함할 수 있다.
일반적으로 고정된 크기를 갖는 유사한 파일 시스템 기능인 확장된 속성과 달리 포크는 가변 크기일 수 있으며 파일의 기본 데이터 포크보다 더 클 수도 있다. 파일 크기는 각 포크 크기의 합이다.
포크를 사용할 수 있는 널리 사용되는 파일 시스템에는 애플의 HFS+ 및 마이크로소프트의 NTFS가 있다.